# Sebastián Báez
Sebastián Báez (phát âm tiếng Tây Ban Nha: [seβasˈtjam ˈba.es]; sinh ngày 28 tháng 12 năm 2000) là một tay vợt quần vợt người Argentina.
Báez có vị trí trong bảng xếp hạng đơn ATP đơn nam là 943 đạt vào ngày 23 tháng 4 năm 2018.
Vào ngày 28 tháng 5 năm 2018, Báez có được vị trí số 1 bảng xếp hạng ITF trẻ.